# Channels
Channels — рок-гурт із Балтимора, штат Меріленд, створений у 2003 році.

## Склад гурту
- Джеймс Роббінс (J. Robbins) — фронтмен гурту, вокал, гітара (учасник гуртів Jawbox, Burning Airlines),

- Джанет Морган (Janet Morgan) — бас-гітара (учасниця гурту Shonben),
- Даррен Зентек (Darren Zentek) — барабани (учасник гуртів Kerosene 454, Oswego).[1]

## Історія
Гурт Channels створено у 2003 році.
Дружина Роббінса, Джанет Морган, є бек-вокалісткою гурту, що надає гурту мелодійний підхід до вокалу.
Роббінс: "Мені подобається, коли Джанет співає в цьому гурті — я сподіваюся, що вона буде виконувати більшу частину пісень, які ми придумаємо в майбутньому."
Вони писали пісні, грали концерти, записали та випустили: мініальбом Open, повноформатний альбом Waiting For the Next End of the World.
Роббінс: "Я дійсно хочу створювати музику, яка не є музикою рок-гурту. Насправді я вмираю від бажання робити музику для фільмів. Але великим проектом для мене є написання лірики — це те, над чим я хочу більше працювати."
Син Джанет Морган і Джеймса Роббінс, Каллум, народився в 2006 році, і пізніше того ж року йому поставили діагноз «спінальна м’язова атрофія». Цей діагноз змусив різко змінити пріоритети, і гурт зробив паузу на невизначений термін.
Роббінс: "За останні 5 років у гурту Channels не було навіть репетицій, але ми сподіваємося, що колись знову зберемося. Відтоді ми з Джанет робили разом деякі музичні речі, але це було спорадично. Ми, звичайно, хочемо зробити більше, ніж маємо, незалежно від того, буде це гурт Channels чи щось інше. Тож ми не кажемо, що з гуртом закінчено назавжди, хоча будь-яка музика, яку ми могли б згодом створити, швидше за все, звучатиме зовсім не так, як це було раніше."
Роббінс і Зентек також зараз виступають разом з Віком Бонді (Vic Bondi) як гурт Report Suspicious Activity. Роббінс і Зентек брали участь у проекті Office of Future Plans (разом з Бруксом Харланом і Гордоном Візерсом) і у 2011 році випустили однойменний альбом на лейблах DeSoto Records і Dischord Records. Хоча Зентек і Роббінс продовжували створювати музику разом в інших проектах, гурт Channels ніколи не був офіційно розпущений. Троє учасників переконалися, що гурт Channels має особливу хімію, і що вони можуть більше сказати разом, якщо коли-небудь зможуть скористатися можливістю зробити це. У 2016 році це нарешті стало можливим. Незважаючи на те, що учасники живуть у різних містах (Роббінс і Морган у Балтиморі та Зентек у округу Колумбія), вони все ж змогли почати джемувати. Це клацало, наче вони навіть не робили перерви, ідеї текли як божевільні, і, перш за все, це було ВЕСЕЛО. В результаті, у 2017 році вийшов сингл Backpfeifengesicht / Airstrip One. Дві пісні в цьому синглі є першими двома піснями, написаними та повністю аранжованими нещодавно відновленим гуртом Channels, і обидві вони народилися в джемах.

## Дискографія

### Мініальбом
- Open (2004, DeSoto Records)[5]

### Альбом
- Waiting For the Next End of the World (2006, Dischord Records)[6][7]

### Сингл
- Backpfeifengesicht / Airstrip One (2017)[8][9]

### Цифрові треки
- Always Check For Holes (2016);[10]  Always Winter, Never Christmas (2016).[11]

### Збірка різних виконавців
- Box Set Bonus Tracks 2000—2008 (пісня The Licensee, 2008, Dischord Records)[12]